# Alija Behmen

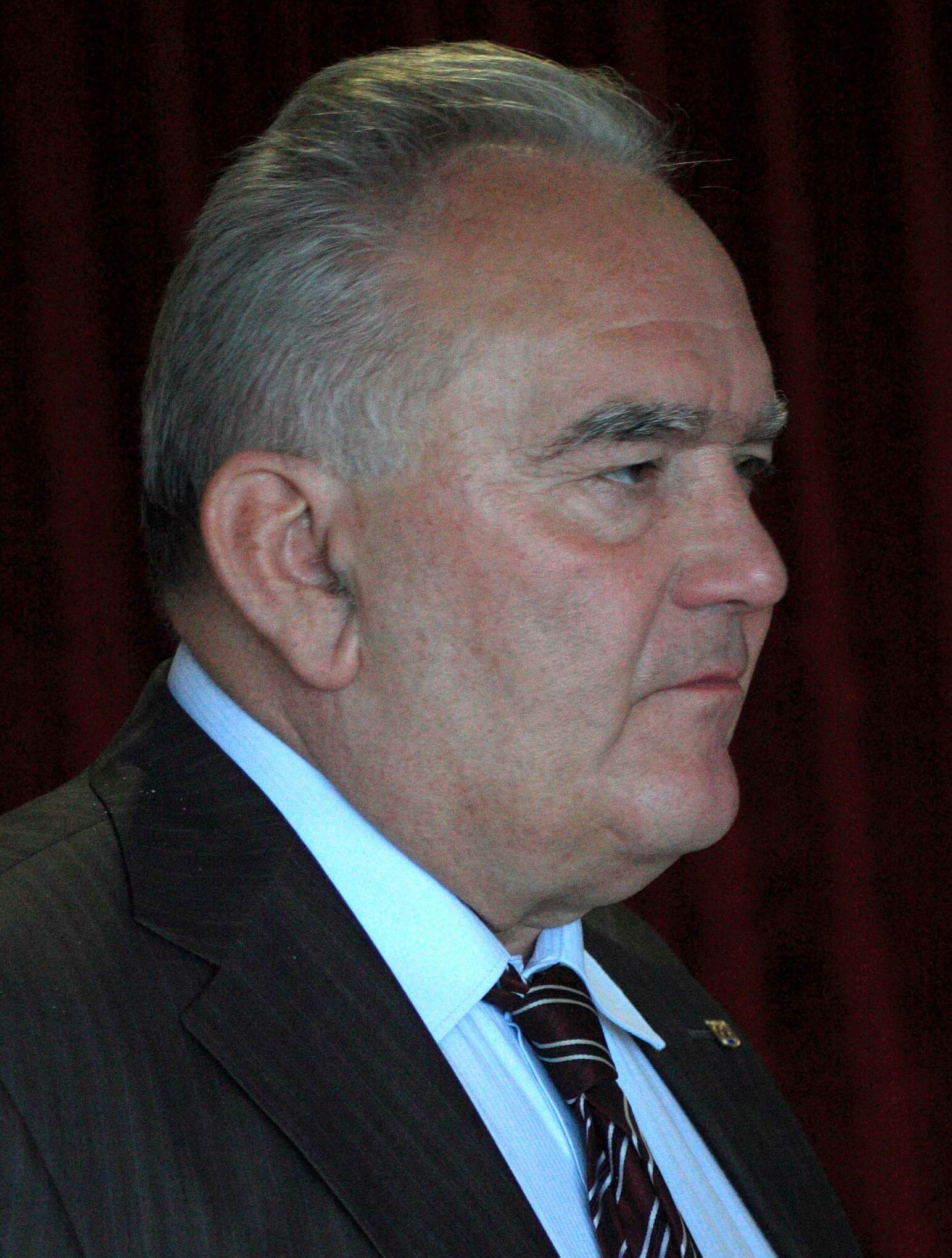
Alija Behmen, 2009

Alija Behmen (* 25. Dezember 1940 in Split, Königreich Jugoslawien; † 1. August 2018 in Sarajevo, Bosnien und Herzegowina) war ein bosnischer Politiker der Sozialdemokratischen Partei (SDP). Von 2001 bis 2003 war er Premier der Föderation Bosnien und Herzegowina sowie von 2009 bis 2013 Bürgermeister der Hauptstadt Sarajevo.

## Leben
Behmen wuchs in Mostar auf und studierte an der Ökonomischen Fakultät der Universität Sarajevo und wurde mit einer Arbeit zu Transportkosten und deren Einfluss auf die wirtschaftliche Entwicklung des Landes promoviert. Ab 1980 war er als Dozent, später als Professor an der Fakultät für Verkehr und Kommunikation der Universität Sarajevo tätig.
Ab 1998 war er Abgeordneter im Parlament des Kantons Sarajevo für die SDP sowie stellvertretender Vorsitzender des Hauses der Völker des Parlaments der Föderation Bosnien und Herzegowina.
Vom 12. März 2001 bis 14. Februar 2003 war er Premier der Föderation Bosnien und Herzegowina.
2006 wurde er in das Repräsentantenhaus des Parlaments der Föderation Bosnien und Herzegowina gewählt. Er gehörte diesem bis Januar 2009 an, als er den Posten des Hauptstadtbürgermeisters übernahm. Sein Nachfolger wurde 2013 Ivo Komšić (ebenfalls SDP).